# ГЕС Changjin 2
ГЕС Changjin 2 – гідроелектростанція у східній частині Північної Кореї. Знаходячись між ГЕС Changjin 1 та ГЕС Changjin 3 (43,5 МВт), входить до складу дериваційного каскаду, який використовує ресурс зі сточища річки Changjin, правої притоки Pujon, яка в свою чергу є лівою притокою Ялуцзян (утворює кордон між Північною Кореєю та Китаєм і впадає до Жовтого моря). При цьому деривація здійснюється до сточища річки Songch'on, котра впадає до Японського моря неподалік міста Хамхин.
Відпрацьована на ГЕС Changjin 1 вода потрапляє до тунелю, котрий прямує до розташованого за 6 км машинного залу наступної станції. Останній споруджений у наземному виконанні та безпосередньо отримує ресурс через прокладені по схилу гори чотири напірні водоводи.
Введена в експлуатацію у 1936 році, ГЕС Changjin 2 мала потужність у 112 МВт (другий показник серед чотирьох станцій каскаду загальною потужністю 334 МВт). 
Відпрацьована на ній вода потрапляє до наступного тунелю, котрий веде на розташовану за понад 4 км станцію Changjin 3 (можливо відзначити, що загальна довжина дериваційних тунелів каскаду становить 44,7 км).
Видача продукції відбувається через ЛЕП, призначені для роботи під напругою 220 кВ.

## Корейська війна
З початку літа 1952-го авіація ООН неодноразово піддавала бомбардуванням північнокорейські електростанції. Після першої атаки у кінці червня, Changjin 2 була повторно піддана атакам літаками з авіаносців Сьомого флоту у вересні 1952-го, лютому і травні 1953-го.
Повторно Changjin 2 ввели у експлуатацію у другій половині 1950-х, при цьому первісно змонтоване тут японське обладнання замінили на постачене з Чехословаччини.